# Tachovské náměstí
Tachovské náměstí je jedno z menších náměstí v Praze 3 na Žižkově. Název připomíná bitvu u Tachova v roce 1427, kdy husitské svazy pod velením Prokopa Holého téměř bez boje zvítězily nad vojsky třetí křížové výpravy.

## Popis a historie
Náměstíčko se jmenuje Tachovské teprve od roku 1958. Dříve, už od roku 1875, nesl tento prostor jméno podle Jana Žižky. Název Žižkovo náměstí má nyní jiné žižkovské náměstí, které je větší a leží asi o 800 m jižněji.
Podlouhlý obdélník Tachovského náměstí má rozměry asi 35 × 50 m. Kratší stranu na jihu vymezuje poměrně frekventovaná ulice, jejíž název se v těchto místech mění: ve směru na západ mírně klesá ke křižovatce U Bulhara a jmenuje se Husitská, ve směru na východ stoupá ke křižovatce Ohrada a jmenuje se Hartigova. Od náměstí na jih vede Chlumova ulice, směřující na asi 100 m vzdálené Prokopovo náměstí.
Na delších stranách náměstí jsou činžovní domy, v přízemí obou jižních nárožních domů jsou restaurace. Nad severní stranou náměstí se zvedá vrch Vítkov a z náměstí jsou přístupné cesty pro pěší i pro cyklisty, které vedou po něm nebo po jeho obvodu. Na severní straně náměstí je také ústí Žižkovského tunelu, který je rovněž určen pouze pro pěší nebo cyklisty a vede pod Vítkovem do Thámovy ulice v Karlíně (tunel dlouhý asi 300 m vybudovaný v letech 1950–1953 měl sloužit i jako protiletecký kryt a měl být původně doplněn ještě větví pro automobily).
Na náměstí bývala obecní váha s domkem, který byl zbourán při stavbě tunelu. O kousek výš východním směrem byla vybudována a v roce 1889 uvedena do provozu jedna z prvních pražských elektráren, kterou projektoval a zařízením vybavil František Křižík. Její provoz skončil v roce 1926.
Pozornost si zaslouží památkově chráněná budova s alegorickou postavou muže na rohu Chlumovy ulice. Starší objekt byl roku 1937 přestavěn ve funkcionalistickém stylu podle návrhu Leo Lauermanna pro Pražskou městskou spořitelnu.
Ještě v roce 2020 nepůsobilo Tachovské náměstí příjemným dojmem – kromě kontejnerů na odpad tu byl stále i nevzhledný objekt bývalých veřejných záchodků. Městská část Praha 3 již od roku 2013 chystala úpravu náměstí. Rekonstrukce nakonec začala v létě 2022 a stála téměř 77 milionů korun, dokončena byla v prosinci 2023. V rámci rekonstrukce tu byla instalována i renovovaná pumpa, která zde stávala, a také funkční váha připomínající někdejší přezdívku náměstí „Vážák“ (stávala tu městská váha, využívaná trhovci a obchodníky).